# Focke-Wulf Fw 186
Focke-Wulf Fw 186 – niemiecki wiatrakowiec zaprojektowany w 1937 na rozpisany przez Reichsluftfahrtministerium (ministerstwo ds. lotnictwa, RLM) konkurs na samolot rozpoznawczy i towarzyszący dla Luftwaffe. Zbudowano tylko jeden (lub dwa) egzemplarze, wiropłat nie został wybrany do produkcji seryjnej, a konkurs został wygrany przez samolot Fieseler Fi 156.

## Historia
W 1935 w ramach nazistowskiego programu zbrojeniowego RLM rozpisało konkurs na samolot rozpoznawczy i towarzyszący. W zakładach Focke-Wulf postanowiono stanąć do konkursu z projektem nie samolotu, ale wiropłata i w 1937 profesor Heinrich Focke zaprojektował wiropłat który otrzymał oznaczenie Fw 186.
Konstrukcja była zbliżona do wcześniejszych wiatrakowców Juana de la Ciervy (np. Focke-Wulf C-19 będącym licencyjnie budowanym Cierva C.19 czy Focke-Wulf C-30 czyli licencyjną kopią Cierva C.30) ale była bardziej doskonała aerodynamicznie. Kadłubem wiropłatu był kadłub myśliwca Focke-Wulf Fw 56 z usuniętymi skrzydłami na którym zamontowano pylon z trzy-piórowym wirnikiem.  Napęd maszyny stanowił chłodzony powietrzem silnik widlasty typu Argus As 10C o mocy 240 KM, prędkość maksymalna konstrukcji wynosiła 180 km/h. Zbudowano jeden lub dwa prototypy.
Wraz z Fw 186 do konkursu stanęły samoloty Fieseler Fi 156 i Siebel Si 201, ostatecznie został on wygrany przez samolot Fieselera i konstrukcja Focke-Wulfa nie weszła do produkcji seryjnej.